# Гелена Екгольм
Гелена Екгольм (швед. Helena Ekholm, при народженні Юнссон (швед. Jonsson), нар. 6 вересня 1984) — шведська біатлоністка, дворазова чемпіонка світу, володарка Великого кришталевого глобусу Кубка світу з біатлону сезону 2008/2009. Старша сестра Єнні Юнссон і дружина Девіда Екгольма. 
Гелена Юнссон виступає на етапах Кубка світу з біатлону з 2005 року. Вона має дуже високі показники в стрільбі, особливо стоячи. Першу перемогу, мас-старт на етапі в Ханти-Мансійську, Юнссон здобула в сезоні 2006/2007. Найуспішнішим для неї був чемпіонат світу в Пхьончхані. Після виграшу Кубка світу в загальному заліку в сезоні 2008/2009, і лідерства в наступному сезоні, вона прибула на Олімпійські ігри у Ванкувер фавориткою, проте медалей не завоювала.